# Joell Ortiz
Joell Ortiz (ur. 6 lipca 1980 w Nowym Jorku) – amerykański raper pochodzenia portorykańskiego z osiedla socjalnego Cooper Park Houses w brooklyńskiej dzielnicy Williamsburg, należący do wytwórni płytowej Aftermath Entertainment. Ortiz został wyróżniony w kolumnie "Unsigned Hype" w magazynie The Source (marzec 2004), wybrano go również jako "Chairman's Choice" magazynu XXL Magazine.
W 2004 raper zwyciężył w zawodach freestyle'owych EA SPORTS Livestyle, dzięki czemu jego piosenka "Mean Business" została zawarta na ścieżce dźwiękowej gry NBA Live 2005. Tego samego roku zaoferowano mu kontrakt z wytwórnią So So Def należącą do Jermaine'a Dupri – rozmowy się jednak załamały, co zapoczątkowało beef między Ortizem a Duprim. W międzyczasie, raper dołączył do labelu Aftermath Entertainment.
24 kwietnia 2007 nakładem Koch Records ukazał się debiutancki album Joella Ortiza The Brick (Bodega Chronicles). Na wydanie płyty w innej wytwórni wydał pozwolenie właściciel Aftermath Entertainment, Dr Dre. Utwory na wydawnictwie wyprodukowali m.in.: Showbiz, The Alchemist i Moss, a gościnnie wystąpili: Big Daddy Kane, Styles P, Big Noyd, Akon, Immortal Technique, Grafth, Ras Kass, Maino oraz Stimuli.

## Dyskografia

### Solo
- The Brick: Bodega Chronicles (2007)
- Free Agent (2011)
- Yaowa (2012)

### Slaughterhouse
- Slaughterhouse (2009)
- Slaughterhouse EP (2011)
- Welcome to: Our House (2012)